# Esaias Reusner
Esaias Reusner Młodszy (ur. 29 kwietnia 1636 w Lwówku Śląskim, zm. 1 maja 1679 w Berlinie) – niemiecki lutnista i kompozytor.
Urodził się w Löwenbergu (obecnie Lwówek Śląski). Jego pierwszym nauczycielem gry na lutni był jego ojciec Esaias (Izajasz), lutnista Henryka Wacława Podiebradowicza  i jego brata Karola Fryderyka Podiebradowicza, książąt oleśnickich zarządzających dzielnicą bierutowską z miastem Bernstadt. Był cudownym dzieckiem i razem ze swoim ojcem podróżował i występował na różnych dworach. Napisał dwa zbiory solowych suit lutniowych: Deliciae testudinis i Neue Lauten-früchte.
W latach 1655–72 pozostawał w służbie książąt na zamku Piastów Śląskich w Brzegu: Jerzego III brzeskiego, a po jego śmierci w 1664 r. – Chrystiana legnickiego, który zmarł w 1672 r. Następnie pracował przez krótki czas jako nauczyciel gry na lutni na Uniwersytecie w Lipsku. Wreszcie w roku 1674 został mianowany nadwornym lutnistą na dworze Fryderyka Wilhelma I, elektora Brandenburgii w Berlinie, gdzie pozostał aż do śmierci.
Esaias Reusner jest uważany za jednego z największych wirtuozów lutni swego czasu. Był jednym z pierwszym znaczących mistrzów suity lutniowej w Niemczech.

## Dzieła
- Delitiae Testudinis, Wrocław 1667
- Delitiae Testudinis Oder Erfreuliche Lautenlust, Wrocław 1668
- Musikalische Taffel-erlustigung, Brzeg 1668
- Musicalische Gesellschaftsergetzung, 1670 (suity na skrzypce, 2 viole da braccio i basso continuo)
- Neue Lauten-früchte, Berlin 1676
- Hundert geistliche Melodien evangelischer Lieder (Sto melodii religijnych pieśni ewangelickich na lutnię), Berlin 1678
- Erfreuliche Lautenlust, Lipsk 1697 (wydane pośmiertnie)

## Literatura
- Grzegorz Joachimiak: W sprawie identyfikacji repertuaru zaginionej tabulatury lutniowej Mf. 2007 z kolekcji opactwa cystersów w Krzeszowie. „Muzyka” LVIII (2013) nr 2, s. 41-57. PL ISSN 0027-5344.
- Grzegorz Joachimiak: Lutniści i uczeni. Rodzina Reusnerów ze Śląska w świetle starodruku z Biblioteki Uniwersyteckiej we Wrocławiu. „Muzyka” LVIII (2013) nr 2, s. 73-80. PL ISSN 0027-5344.
- Grzegorz Joachimiak: An unknown source concerning Esaias Reusner Junior from the Music Collection Department of Wrocław (Breslau) University Library. „Interdisciplinary Studies in Musicology” 11 (2012), s. 83-102. ISSN 1734-2406.
- Karl Koletschka: Esaias Reußner der Jüngerer und seine Bedeutung für die deutsche Lautenmusik des XVII. Jahrhunderts. „Studien zur Musikwissenschaft” 15 (1928) s. 3-45.
- Georg Sparmann: Esaias Reusner und die Lautensuite, dysertacja, Berlin 1926.